# Primera Nación Mushuau Innu
La Primera Nación Mushuau Innu es una banda gubernamental de Primeras Naciones ubicada en la provincia de Terranova y Labrador, Canadá. La banda tiene una reserva que ha estado ubicada cerca de la comunidad de Natuashish desde 2002 momento que se mudaron de Davis Inlet. La reserva tiene una superficie de aproximadamente 44 kilómetros cuadrados (10 872,6 acre). 
Los Mushuau Innu y la tribu Naskapi fueron el mismo pueblo en sus inicios, hablaban el mismo dialecto y escribían de manera silábica, pero los Mushuau se separaron y se dirigieron al este de Labrador, probablemente por razones de sostenibilidad. Muy pocos Mushuau Innu pueden escribir ahora con sílabas. La mayoría de la tribu es católica y usa la Biblia Montagnais que no usa sílabas.
La Nación tiene una población registrada de 1072 personas en 2019, de las cuales 991 viven en reservas indias. La población de Natuashish en el censo de 2021 realizado por Statistics Canada era de 856, frente a 938 en 2016. La nación ha sido plagada de desafíos, incluyendo alcoholismo y sucidio en niveles sorprendentes en comparación con el resto del país y otras naciones indígenas.

## Historia
Los Naskapi vivieron tradicionalmente en el interior de Labrador y Quebec. En 1830, la Compañía de la Bahía de Hudson (por sus siglas en inglés, HBC) estableció un puesto comercial en Fort Chimo, Rupert's Land y en 1831 establecieron uno en Davis Inlet, Labrador. El HBC comerciaba con municiones, tabaco y alcohol a los Naskapi a cambio de pieles. Es probable que los problemas de abuso de sustancias que existen entre los Mushuau Innu comenzaran cuando llegó el HBC en su reserva.
El modo de vida tradicional de los Naskapi se vio amenazado en 1916 cuando la manada de caribúes era demasiado pequeña para sustentar a la banda. El mismo año, se registró un asentamiento Naskapi en "Old Davis Inlet" (ubicado en la parte continental de Labrador, cerca del asentamiento moderno). En 1942, la Comisión de Gobierno tomó control del puesto comercial de Davis Inlet. En 1945, un misionero católico instaló una iglesia en la comunidad. El misionero intentó controlar el abuso de alcohol en la comunidad en esta época y permitió que los innu que no bebían tuvieran botes de mayor tamaño. El censo de 1945 mostró que existía una comunidad innu en Davis Inlet y algunos residentes usaban el apellido "Rich", sin embargo, la mayoría de los residentes no usaban apellido para registrarse en el censo. También existía una pequeña población innu en Nain.
En 1948, la Comisión de Gobierno trasladó a 74 innu de Davis Inlet a Nutak, una comunidad inuit ahora reasentada en el norte. No se consultó a los innu sobre la mudanza y después de un año regresaron a pie a su asentamiento original en Davis Inlet. No está claro por qué se llevó a cabo el reasentamiento. Después de que la provincia se uniera a Canadá en 1949, la Ley India no se aplicó a los innu ya que según la comisión, los indios con estatus en ese momento no tenían derecho a votar, mientras que los pueblos indígenas de Labrador tenían derecho a votar antes de la confederación. La mayoría de los innu desconocían la ley y sus beneficios para las Primeras Naciones en otras provincias hasta la "controversia del libro blanco" en 1969. Muchos innu sintieron que los gobiernos federal y provincial los habían ignorado. En 1967, "Old Davis Inlet" fue abandonado y los innu fueron trasladados al asentamiento moderno de Davis Inlet en la isla Iluikoyak. La provincia esperaba mejorar la situación económica de los innu involucrándolos más en la pesca de agua salada, mientras que la provincia también proporcionaba un servicio de ferry a Davis Inlet que la conectaba con el resto de Labrador y Terranova. A los innu se les prometieron viviendas modernas en el nuevo asentamiento, sin embargo, las casas estaban mal construidas y carecían de agua corriente durante el invierno, mientras que otras casas carecían de agua corriente. La dureza del terreno impidió que las casas tuvieran sótanos e impidió que la comunidad tuviera un sistema de alcantarillado. El suicidio y el abuso de sustancias eran elementos comunes y alarmantes entre los Mushuau Innu.
En 1992, seis niños desatendidos murieron en el incendio de una habitación. En 1993, un vídeo de niños pequeños inhalando gasolina y en estado agitado alegando en voz alta que querían morir ganó atención nacional.
En diciembre de 1993, el Mushuau Innu Band Council desterró de la comunidad a un juez de un tribunal provincial y a la Real Policía Montada de Canadá (RCMP). El razonamiento público para la expulsión se refería a la insatisfacción de los innu con la práctica y la aplicación del Código Penal canadiense a su banda. Los innu también afirmaron que la RCMP no tenía jurisdicción sobre su comunidad bajo los límites de la reserva. El enfrentamiento continuó hasta marzo de 1995, cuando se firmó un Memorando de Entendimiento entre el Gobierno de Canadá y el Consejo de la Banda Mushuau Innu para establecer agentes de policía indígenas que ayudaran a la RCMP.
El 3 de febrero de 1995, los Mushuau Innu entregaron una notificación de desalojo por escrito a Diamond Field Resources, el promotor del proyecto de Voisey's Bay. El 4 de febrero de 1995, comenzó el enfrentamiento en Voisey's Bay y casi 50 Mushuau Innu llegaron al campamento minero de Voisey's Bay Diamond Field Resources. El 6 de febrero de 1995, había aproximadamente 80 innu en el sitio y causaron daños al equipo de Diamond Field Resources. La RCMP había enviado 30 agentes al lugar en un esfuerzo por mantener el orden. El orden finalmente se restableció después de que Diamond Field Resources acordara que los innu participaran plenamente en el proceso de planificación del desarrollo.
En noviembre de 1999, la organización internacional de derechos indígenas Survival International publicó un informe sobre el Innu Labrador titulado El Tíbet de Canadá: El asesinato de los Innu. El informe calificó a los innu de Davis Inlet como "el pueblo más suicida del mundo".
Los innu esperaban mudarse al continente para poder tener mejores viviendas y, con suerte, solucionar algunos problemas sociales; sin embargo, el primer ministro Brian Tobin esperaba que se mudaran a una comunidad existente como Nain, mientras que los innu querían que se construyera una nueva reserva. Después de que Tobin dejó el cargo en 2000, la provincia acordó construir una nueva comunidad en Sango Pond llamada Natuashish. En las elecciones provinciales de 1999, el candidato del Partido Conservador Progresista para las montañas Torngat fue Simeon Tshakapesh, el primer innu que participó en una elección provincial. Fue derrotado por el titular MHA Wally Andersen .
La crisis de Davis Inlet se describió en el documental de 1996 Utshimassits: Place of the Boss.

## Situación actual
Los Mushuau Innu obtuvieron reconocimiento bajo Ley India en 2002 y Natuashish se convirtió en reserva india federal en 2003. La nueva comunidad tiene mejores viviendas que el asentamiento de Davis Inlet y ahora es más fácil para los innu llegar a sus tierras de caza tradicionales. El MV Kamutik W, un servicio de ferry operado por Nunatsiavut Marine Inc., realiza una ruta desde Happy Valley-Goose Bay hasta Black Tickle, Cartwright, Rigolet, Makkovik, Hopedale, Natuashish y Nain cada verano. También se puede llegar a Natuashish a través del aeropuerto de Natuashish.
En un informe de CBC de 2005, el consejo de la banda local fue acusado de corrupción, específicamente de que los líderes traficaban drogas y otras sustancias ilícitas para mantener el poder.
El intento de la comunidad de resolver su problema con el alcoholismo llevó a la prohibición de la venta, compra y posesión de alcohol dentro de la reserva. El estatuto fue aprobado originalmente en 2008 por un margen de dos votos. El estatuto de prohibición fue confirmado en un referéndum posterior celebrado en la comunidad en marzo de 2010.
En 2017, la Nación Innu declaró que hay 165 niños Labrador Innu en hogares de guarda, 80 de los cuales están ubicados fuera de sus comunidades de origen de Natuashish y Sheshatshiu. A partir de 2020, según el Gran Jefe de la Nación Innu, Natuashish y Sheshatshiu tienen una población colectiva de alrededor de 3.000 habitantes, de los cuales aproximadamente la mitad son jóvenes. De ellos 167 de ellos están al cuidado de la Gerente de Servicios Infantiles y Juveniles.
Después de años de tener sus finanzas bajo coadministración y terceros,en 2019, la Primera Nación Mushuau Innu salió de la coadministración por primera vez en su historia.
En mayo de 2020, Wally Rich, un niño de 15 años de Natuashish, se suicidó mientras estaba bajo cuidado provincial y residía en un hogar grupal en Happy Valley-Goose Bay. El Gran Jefe de la Nación Innu sostiene que es la primera vez que un niño bajo el cuidado del Departamento de Niños, Personas Mayores y Desarrollo Social de Terranova y Labrador se quita la vida.